# Thành phố cổ Damascus
Thành phố cổ Damascus là trung tâm của thành phố Damascus, Syria. Đây là một trong những thành phố cổ có người ở liên tục lâu đời nhất thế giới, là nơi chứa nhiều di tích khảo cổ, bao gồm một số nhà thờ và giáo đường lịch sử. Nhiều nền văn hóa đã để lại dấu ấn nơi này, đặc biệt là Hy Lạp, La Mã, Byzantine và Hồi giáo. Năm 1979, trung tâm lịch sử của thành phố được bao quanh bởi những bức tường thời kỳ La Mã được UNESCO công nhận là Di sản thế giới. Vào tháng 6 năm 2013, toàn bộ các Di sản thế giới được công nhận tại Syria đều bị liệt vào Danh sách di sản thế giới bị đe dọa để cảnh báo về những rủi ro mà chúng phải đối mặt vì cuộc Nội chiến Syria.

### Chợ và nhà khách lữ hành

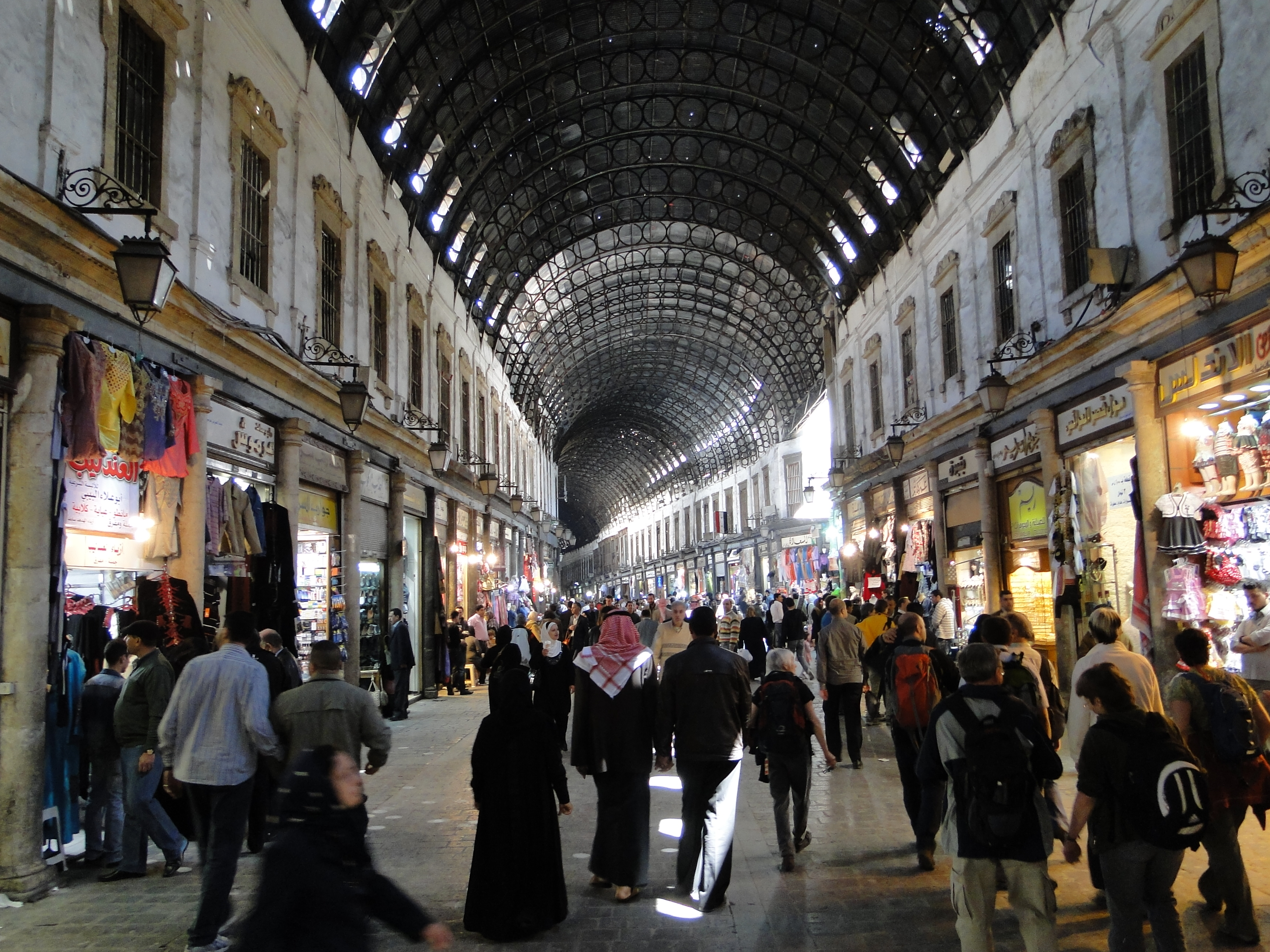
Al-Hamidiyah Souq